# イサーク・ババディ
イサーク・アフメド・コロマ・ジュニオール・ババディ（Isaac Achmed Koroma Junior Babadi、2005年4月6日 - ）は、オランダ出身のサッカー選手。PSVアイントホーフェン所属。ポジションはFW。

## クラブ経歴
2018-19シーズン開幕前にNECナイメヘンからPSVアイントホーフェンの下部組織へ移籍し、2021年4月7日に当時16歳だったババディは、自身初となるプロ契約を3年契約で結んだ。それから約9ヶ月後の2022年1月10日、エールステ・ディヴィジのアルメレ・シティFC戦にて、後半40分にヨハン・バカヨコとの途中交代でプロデビューを飾った。プロ初ゴールは同年12月22日に行われたヨングAZとの試合であり、プロ初ゴールを含む2得点を挙げる活躍を見せ、3-2での勝利に貢献した。

## 人物
シエラレオネにルーツを持つが、オランダ国籍を取得している。